# Волосенко Павло Євстахійович
Павло Євстахійович Волосенко (4.12.1876, Тисмениця — 27.04.1958, Нью-Йорк, США) — український інженер, підприємець, громадський діяч, просвітянин.
Учасник Другого куреня (Харків, поч. ХХ ст.). Співзасновник Українського технічного товариства (Львів, 1909), член Українського товариства ім. Квітки-Основ'яненка в Харкові, товариств «Основа», «Просвіта» та НТШ. Під час навчання у Львівській політехніці брав участь у боротьбі за український університет (1901—1902). Після навчання у Відні та Цюриху працював у «Громадському голосі» — органі Української радикальної партії, у якій поруч із Кирилом Трильовським був одним із лідерів. Переїхав до Харкова (1909), де відкрив бюро санітарної служби. У Товаристві ім. Г. Квітки-Основ'яненка в Харкові проводив публічні доповіді, зокрема «Про кооперацію в Галичині» (1913). Під час Першої світової війни депортований до Казані. У 1917 р. співзасновник і уповноважений представник видавничого товариства «Рідне Слово» в Харкові. Працював у Міністерстві шляхів УНР (1918). У 1920-х викладав у Львівській політехніці. Від 1926 р. — власник будівельної фірми у Львові. Брав участь у роботі з'їзду Науково-технічного товариства в Харкові (1929). Під час Другої світової війни емігрував до США.